# Joram Lürsen
Joram Lürsen (Amstelveen, 11 augustus 1963) is een Nederlands regisseur.

## Biografie
Lürsen werd geboren als zoon van een dominee. Als kind fotografeerde hij graag. Na zijn middelbareschoolopleiding aan het Montessori Lyceum Amsterdam wilde hij naar de Filmacademie maar besloot de Pedagogische Academie te volgen. Later zou hij toch naar de Nederlandse Film en Televisie Academie gaan en daar in 1990 afstuderen.

## Carrière
Lürsen heeft een aantal Nederlandse televisieseries geregisseerd zoals All Stars, Vuurzee, Baantjer en Flodder.
Hij regisseerde ook speelfilms als In Oranje en Mijn Franse tante Gazeuse. Eind 2007 kwam de succesvolle film Alles is Liefde uit. Voor deze film kreeg Lürsen tijdens het Gala van de Nederlandse Film op 3 oktober 2008 een Gouden kalf voor beste regie; de film kreeg een Gouden kalf voor beste Nederlandse speelfilm. In 2009 regisseerde Joram de telefilm Coach. Eind 2010 kwam de film Het geheim uit.  Dolfje Weerwolfje kwam 30 november 2011 uit.

## Privéleven
Lürsen heeft twee kinderen met regisseuse Antoinette Beumer. Acteur Ruben Lürsen is zijn broer. Anno 2025 heeft hij een relatie met presentator/journalist Willemijn Veenhoven

## Filmografie

### Film
- 1996: Mijn Franse tante Gazeuse
- 2004: In Oranje
- 2007: Alles is Liefde
- 2010: Het geheim
- 2011: Dolfje Weerwolfje
- 2012: Alles is familie
- 2014: Bloedlink
- 2015: Publieke Werken
- 2017: Het Verlangen
- 2018: Bankier van het verzet

### Televisie
- 1993: Flodder - 2 afleveringen
- 1995: Achter het scherm - ? afl.
- 1998: Stroop - televisiefilm
- 1998: Otje - 9 afl.
- 1999: Blauw blauw - ? afl.
- 1999: Baantjer - 2 afl.
- 2000-2001: All Stars - 10 afl.
- 2005-2009: Vuurzee - 16 afl.
- 2009: Coach - telefilm
- 2009-2011: 't Schaep met de 5 pooten - 4 afl.
- 2012-2016: Moordvrouw - 4 afl.
- 2013: Volgens Robert - 8 afl.
- 2019: Judas - 6 afl.
- 2020: Vliegende Hollanders
- 2021: Nood (serie)
- 2023: Nemesis (serie)

- Biblioteca Nacional de España: XX5248216
- Gemeinsame Normdatei: 1056990708
- International Standard Name Identifier: 0000 0003 8396 2530
- Library of Congress Control Number: no2014021199
- Nederlandse Thesaurus van Auteursnamen: 11801515X
- Virtual International Authority File: 273270224
- WorldCat: E39PBJvMw8qQfPyyTrmpVY4jG3